# Lukar (Promina)
Lukar falu Horvátországban Šibenik-Knin megyében. Közigazgatásilag Prominához tartozik.

## Fekvése
Knintől légvonalban 10, közúton 18 km-re délnyugatra, községközpontjától 3 km-re keletre, Dalmácia északi-középső részén, a Promina-hegység északnyugati lejtői alatt fekszik.

## Története
Lukar területe már az ókorban is lakott volt. Ezt igazolja a šušelji romok között talált párducokat ábrázoló bronz vasalat, mely egykor egy római kocsihoz tartozott. A szakemberek szerint észak-itáliai, vagy galliai munka és a romanizált liburn nemesség előkelő tagjai körében volt használatos.
A település temetőjének keleti szélén kisebb feltárásokat végeztek, mely során ókori épületek alapfalaira bukkantak. A maradványok pontosabb keltezése erre utaló leleltek hiányában nem volt lehetséges.
1989-ben a templom restaurálása során az alapoktól nyugatra növényi ornamentikával gazdagon díszített kőtöredéket találtak. Már korábban, 1896-ban is találtak itt egy fonattal, galambbal és szarvassal díszített töredéket. Ezek jellegzetességei alapján egyértelmű volt, hogy a mai templom helyén már a 9. – 10. században ószláv templom állt. Ez a templom Ivan Maletić atya szerint Szűz Mária tiszteletére volt szentelve. Ezen leletek alapján megállapítható, hogy a település lényegében már az ókor óta folyamatosan lakott volt. A település neve a rétet jelentő ószláv „luka” főnévből származik, mely a Promina-hegység és a Krka-folyó közötti füves területen fekvésére utal. 
A 14. században Lukaron vár is állt, melyet Hotiblićnek vagy Šušeljnek neveztek. Urai előbb a Martinušić, később a Kučić és Hotiblić családok voltak.  A török 1522-ben szállta meg ezt a területet, melynek korábbi lakossága nagyrészt nyugatra menekült. A 17. században a török ezt a várat is felújította és egyike lett a prominai térség három várának. A község területe a moreai háború során 1688-ban szabadult fel a török uralom alól. A velencei összeírások alapján a 18. században a Klarišić, Dizdar, Draganić, Medić, Milašević, Novaković, Panić, Pargesa, Perić, Sarić, Scrbaz, Čulina, Duić, Vulić, Žepina és Bielanović családok éltek a településen.
Miután a francia seregek felszámolták a Velencei Köztársaságot, osztrák csapatok szállták meg. 1809-ben a Francia Császárság Illír Tartományának része lett. 1815-ben a bécsi kongresszus újra Ausztriának adta, amely a Dalmát Királyság részeként Zárából igazgatta 1918-ig. A falunak 1857-ben 410, 1910-ben 660 lakosa volt. Az első világháború után előbb a Szerb-Horvát-Szlovén Királyság, majd Jugoszlávia része lett. Az 1970-es években nagy számú lakosság vándorolt ki a jobb megélhetés reményében. 1991-ben csaknem teljes lakossága horvát volt. A délszláv háború idején 1991-ben szerb felkelők és a JNA csapatai szállták meg és a Krajinai Szerb Köztársasághoz csatolták. A horvát hadsereg 1995 augusztusában a Vihar hadművelet során foglalta vissza a települést. A falunak 2011-ben 78 lakosa volt.

## Lakosság
| Lakosság változása | Lakosság változása | Lakosság változása | Lakosság változása | Lakosság változása | Lakosság változása | Lakosság változása | Lakosság változása | Lakosság változása | Lakosság változása | Lakosság változása | Lakosság változása | Lakosság változása | Lakosság változása | Lakosság változása | Lakosság változása |
| ------------------ | ------------------ | ------------------ | ------------------ | ------------------ | ------------------ | ------------------ | ------------------ | ------------------ | ------------------ | ------------------ | ------------------ | ------------------ | ------------------ | ------------------ | ------------------ |
| 1857               | 1869               | 1880               | 1890               | 1900               | 1910               | 1921               | 1931               | 1948               | 1953               | 1961               | 1971               | 1981               | 1991               | 2001               | 2011               |
| 410                | 435                | 456                | 550                | 564                | 660                | 620                | 597                | 535                | 533                | 501                | 448                | 332                | 214                | 111                | 78                 |

## Nevezetességei
- A lukari Kisboldogasszony templomot[6] 1797-ben építették a régi plébániatemplom alapjain. Harangtornya 1934 és 1937 között épült. A délszláv háború idején a szerbek lerombolták, harangjait elvitték. Újjáépítése 1996-ban fejeződött be. A templom körül kőfallal körülvett temető található.
- Hotiblić vagy más néven Šušelj várának maradványai.